# Antequera (Paraguay)

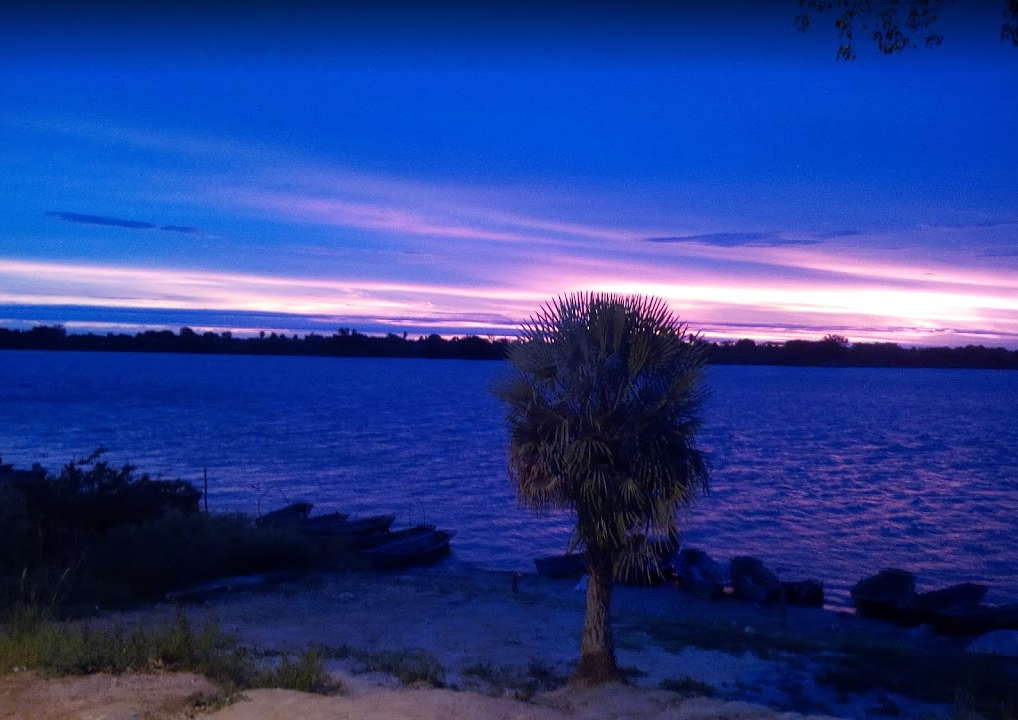
Amanecer

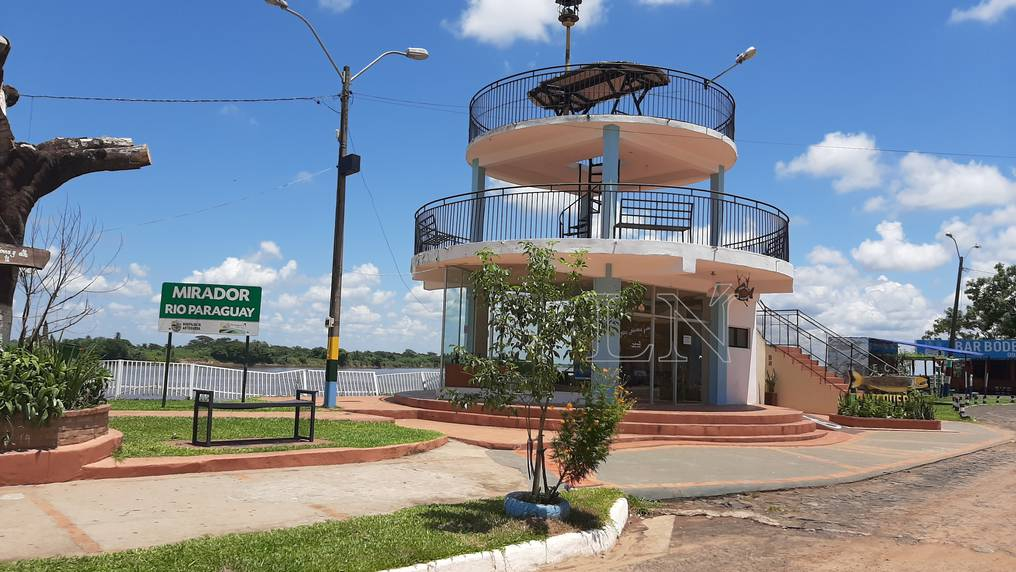
Mirador

Antequera es un distrito paraguayo situado al oeste del departamento de San Pedro. La localidad se encuentra en la margen izquierda del río Paraguay y está situada a 343 km de Asunción. Fue fundada en 1892 como un pequeño poblado, luego la localidad es reconocida como distrito en 1955. Se accede a esta ciudad a través de la Ruta PY03 y la Ruta PY22.

## Toponimia
Esta localidad y puerto lleva el nombre de José de Antequera y Castro, criollo español, mediador entre los conflictos con los criollos y el gobernador Diego de los Reyes Balmaceda. Su gestión desencadenó en la Revolución Comunera.

## Historia
Fue fundada por dos hermanos, Juan Alberto y José Visitación López en el año 1892.
La ciudad fue reconocida como distrito en 1955, durante el gobierno de Alfredo Stroessner.
La fiesta patronal de la ciudad es en honor a la Cruz de Cristo, aunque popularmente se confunde con la cruz de francisca, que fue erigida a una mujer que venía en un barco y quien estando a punto de dar a luz, fue bajada a la orilla del río, donde murió con el niño en el vientre.

## Geografía
Se encuentra a 15 km del distrito de San Pedro del Ycuamandiyú, capital del departamento. Antequera se encuentra ubicada en una zona de tierras bajas que forman grandes llanuras. En ellas abundan los esteros. Su suelo es húmedo, apto para la agricultura.

## Clima
Es húmedo y lluvioso, la humedad relativa es del 70% al 80%. La media es de 23 °C, la máxima en verano es de 35 °C y la mínima de 10 °C.

## Economía
El puerto de Antequera es un importante centro de embarque y desembarque de productos, además de la intensa actividad pesquera en el río Paraguay. En cuanto a la agricultura, es una zona de plantaciones de naranjas y bananas, además de la actividad industrial y ganadera.

## Turismo
Es una zona de importante actividad pesquera. Su ubicación a orillas del río Paraguay hacen de este distrito un atractivo centro para disfrutar en el verano, destacándose la práctica de deportes acuáticos, la navegación y las playas.
Una de sus mayores actividades turísticas es la de la pesca. Anualmente se realiza la Competencia Nacional de Pesca, evento ya muy tradicional y conocido en todo el país, en el 2019 se realizó la IV Edición, con la participantes de todos los rincones del país y también extranjeros. El mismo, fue declarado de Interés Turístico Nacional por la Secretaría Nacional de Turismo, por considerar a la pesca una actividad deportiva que atrae turistas y desarrolla la economía de la zona, rica en recursos naturales y atractivos.
En la ciudad existen dos lagunas prácticamente gemelas ubicadas una cerca de la otra. Estos lagos se llaman Laguna Verá y Laguna Brillante. Otro atractivo cultural importante es la iglesia construida en honor a la Santa Cruz, se denomina "Curuzu Chicá", Chicá es un apócope guaraní del nombre "Francisca", que fue una mujer embarazada que viajaba en un barco durante la guerra y murió a la altura de Puerto Antequera. Allí se erigió una cruz, que con el tiempo los lugareños dijeron que otorgaba milagros. Curuzu Chicá es considerada la "santa patrona" del lugar y su fiesta patronal se recuerda el día 3 de mayo (día de la Santa Cruz).